# Ady (rivière)
Pour les articles homonymes, voir Ady.
L'Ady est une  rivière du Sud-Ouest de la France, affluent du Créneau sous-affluent de la Garonne par le Dourdou de Conques et le Lot.

## Géographie
De 14,2 km de longueur, l'Ady prend sa source près du village de Balsac non loin de l'aéroport de Rodez et se jette dans le Créneau à Marcillac-Vallon.

### Départements et principales villes traversés
- Aveyron : Saint-Christophe-Vallon, Clairvaux-d'Aveyron, Valady, Marcillac-Vallon

## Principaux affluents
- Ruisseau de la Base : 4,7 km
- Ruisseau de Cruou : 7,4 km
- Ruisseau de Bruejouls : 3,2 km

## Hydrographie
L'Ady est un torrent.